# Psathyrellaceae
Psathyrellaceae is een botanische naam van een familie van schimmels. Kenmerkend voor sommige soorten is de snelle vervloeiing van de vruchtlichamen wanneer de sporen rijpen. Ze worden vaak gevonden als saprobionten op mest of zwaar bemeste grond en zijn geen mycorrhiza-schimmels.

## Kenmerken
De hoed is aanvankelijk klokvormig, de rand is nooit opgerold. De steel zit altijd centraal op de hoed. De lamellen zijn meestal vrij of gegroeid en niet gevlekt. De sporen hebben een duidelijke kiempore. De sporenprint is donkerbruin of zwart gekleurd.

## Soorten
De volgende soorten uit deze familie hebben een artikel op de Nederlandse Wikipedia (gesorteerd op wetenschappelijke naam):
| Naam                        | Wetenschappelijke naam      |
| --------------------------- | --------------------------- |
| Bundelfranjehoed            | Britzelmayria multipedata   |
| Bleke franjehoed            | Candolleomyces candolleanus |
| Zwerminktzwam               | Coprinellus disseminatus    |
| Gewone glimmerinktzwam      | Coprinellus micaceus        |
| Bleke glimmerinktzwam       | Coprinellus pallidissimus   |
| Gladstelige glimmerinktzwam | Coprinellus truncorum       |
| Kleine viltinktzwam         | Coprinellus xanthothrix     |
| Grote kale inktzwam         | Coprinopsis atramentaria    |
| Zijige inktzwam             | Coprinopsis insignis        |
| Hazenpootje                 | Coprinopsis lagopus         |
| Witte mestinktzwam          | Coprinopsis nivea           |
| Spechtinktzwam              | Coprinopsis picacea         |
| Dadelfranjehoed             | Homophron spadiceum         |
| Tranende franjehoed         | Lacrymaria lacrymabunda     |
| Korrelige mestinktzwam      | Narcissea cordispora        |
| Franjevlekplaat             | Panaeolus papilionaceus     |
| Rondsporig plooirokje       | Parasola galericuliformis   |
| Plooirokje                  | Parasola plicatilis         |
| Duinfranjehoed              | Psathyrella ammophila       |
| Sierlijke franjehoed        | Psathyrella gracilis        |
| Bezemfranjehoed             | Psathyrella lacuum          |

## Geslachten
Volgens de Index Fungorum bestaat de familie uit de volgende geslachten: 
- Astylospora
- Britzelmayria
- Coprinellus
- Coprinopsis
- Cortiniopsis
- Cystoagaricus
- Drosophila
- Gasteroagaricoides
- Glyptospora
- Homophron
- Hormographiella
- Hypholomopsis
- Lacrymaria
- Lentispora
- Macrometrula
- Mythicomyces
- Narcissea
- Palaeocybe†
- Panaeolus
- Parasola
- Pluteopsis
- Psalliotina
- Psathyrella
- Typhrasa